# Споменик кнегињи Милици у Трстенику
Споменик кнегињи Милици у Трстенику свечано је откривен 17. јануара 2016. године, поводом 610 година од њене смрти, у центру града. Čин освећења је у присуству бројних Трстеничана и уважених гостију обавио српски патријарх господин Иринеј.
Кнегињу Милицу је српска историја забележила као мудру жену, супругу, мајку, ктиторку, књижевницу и владарку која је преузела вођење српске државе и народа у једном од најтежих тренутака после Косовске битке. Надомак Трстеника Милица је подигла задужбину манастир Љубостињу, из кога је водила државу, а у коме данас почивају њене мошти.
Споменик је са постаментом висок четири метра. Изливен је у бронзи по замисли др Драгољуба Димитријевића. Инспирација за лик кнегиње Милице је била ктиторска фреска из манастира Љубостиње.
Споменик је подигнут захваљујући донаторским средствима професорке Радмиле Милентијевић, која је годинама живела и радила у Америци, помагајући свој народ.